# Les Fêtes d'Hébé
Les Fêtes d'Hébé ou Les Talens lyriques est un opéra-ballet de Jean-Philippe Rameau sur un livret d'Antoine-César Gautier de Montdorge, créé le 21 mai 1739 à Paris.
C'est le second opéra-ballet de Rameau, après Les Indes galantes datant de 1735. La première représentation eut lieu à l'Opéra de Paris le 21 mai 1739. La célèbre danseuse Marie Sallé apparut dans la troisième entrée en tant que Terpsichore, Marie Fel y tenait le rôle d'Hébé et Pierre de Jélyotte, ceux de Thélème et de Mercure.
Montdorge était un ami du patron de Rameau, le fermier général Alexandre Le Riche de La Pouplinière. La faiblesse de son livret lui attira de nombreuses critiques et la seconde entrée dut être remaniée après quelques représentations avec l'aide de l'abbé Pellegrin, l'auteur du livret d'Hippolyte et Aricie. À propos de l'indigence du livret, l'abbé Raynal écrivit : « Rameau a dit qu'il mettrait en musique la Gazette de France ; je ne suis pas chargé (i.e. : en peine) de le croire puisqu'il y a mis les Talens Lyriques ».
L'œuvre connut néanmoins un succès immédiat et devint l'une des plus populaires de Rameau avec 80 représentations dans la même année. Il y eut des reprises en 1747, 1756 et 1764 (avec des décors de  François Boucher, le rôle d'Iphise étant tenu par Sophie Arnould), en 1767. Par la suite, les dernières représentations du XVIIIe siècle ne donnèrent que des versions partielles, puis l'œuvre fut à peu près oubliée jusqu'au XXe siècle.
L'opéra comprend un prologue et trois entrées, évoquant les trois formes de l'art lyrique : la poésie (personnifiée par Sappho), la musique (Tyrtée) et la danse (Églé, disciple de la muse Terpsichore).

## Résumé de l’œuvre
Une ouverture orchestrale précède le prologue.

### Prologue
Personnages : Hébé (soprano), L'Amour (soprano), Momus (taille)
Hébé, divinité de la jeunesse, lassée de côtoyer les inconstants Dieux de l'Olympe, descend sur terre, poursuivie et importunée par Momus ; elle est rejointe par les Grâces et l'Amour, qui décident d'établir leur demeure sur terre pour y rejoindre la jeunesse. Zéphyre et sa suite viennent soutenir un char pour transporter Hébé : toute la troupe s'envole vers « le plus aimable séjour » et « au plus heureux climat » : les bords de la Seine.

### Première entrée: La poésie
Personnages : Sapho (dessus), Thélème (haute-contre), Alcée (basse), Hymas (basse), une naïade (dessus), le ruisseau (haute-contre), le fleuve (basse).

### Deuxième entrée: La musique
Personnages : Iphise (dessus), Une Lacédémonienne (dessus), Lycurgue (taille), Tyrtée (basse).

### Troisième entrée: La danse
Personnages : Eglé (dessus), Mercure (haute-contre), Eurilas (basse), une bergère (dessus).

## Sources
- Philippe Beaussant (dir.), Rameau de A à Z, Paris, Fayard, mai 1983, 397 p. (ISBN 2-213-01277-6) pp.142-145
- (en) Cuthbert Girdlestone, Jean-Philippe Rameau : His life and work, New York, Dover Publications, coll. « Dover books on music, music history », 1969, 2e éd. (1re éd. 1957), 631 p. (ISBN 0-486-26200-6, lire en ligne) pp.351-399

## Discographie
- Les Fêtes d'Hébé par Les Arts Florissants, dir. William Christie (2 CD Erato – 1997 – 2h28)
- Les fêtes d'Hébé par  Purcell Choir and Orfeo Orchestra, dir. György Vashegyi (3 CD Glossa Records, avec la 1re et 2e version du 2e entrée: "La Musique" – 2022 – 2h56:14)
- Acante et Céphise (Suite de la Pastorale héroïque). Les Fêtes d'Hébé (Suite de l'Opéra-ballet) (sous-titre : Live from Utrecht) (ou Orchestral Suites) par Orchestra Of The Eighteenth Century, dir. Frans Brüggen (enregistré live à Utrecht (Vredenburg), Pays-Bas en septembre 1996 et février 1997) (1 CD Glossa (GCD 921103) – 1998 – 29 titres – 1h06:38)